# Matthias Wörndle
Matthias Wörndle (* 7. Dezember 1909 in Partenkirchen; † 15. Oktober 1942 in der Region Krasnodar am Pschisch, Sowjetunion; heute Russland) war ein deutscher Skilangläufer und -bergsteiger.

## Werdegang
Matthias Wörndle nahm an den Olympischen Winterspielen 1936 in Garmisch-Partenkirchen teil. Im 50 km Rennen belegte er den 24. Rang.
Neben dem Skilanglauf war Matthias Wörndle als Skibergsteiger aktiv und konnte bei der Trofeo Mezzalama 1933 und 1934 jeweils die Bronzemedaille gewinnen.
Zum 1. Mai 1937 trat er der NSDAP bei (Mitgliedsnummer 5.358.381), 1939 war er Mitglied der SA.
1942 fiel er während des Zweiten Weltkriegs an der Ostfront.